# Romersk-katolska kyrkan i Kroatien
Romersk-katolska kyrkan i Kroatien (kroatiska: Rimokatolička crkva u Hrvatskoj) är en del av den världsomspännande Romersk-katolska kyrkan under andlig ledning av påven och kurian i Rom. Kyrkans huvudsäte ligger i stadsdelen Kaptol i Zagreb. Även om det formellt inte görs någon åtskillnad mellan landets ärkebiskopar så är Zagrebs ärkebiskop och metropolit, ledare av Zagrebs kyrkoprovins och ärkestift, de facto den romersk-katolska kyrkans överhuvud i Kroatien. Sedan 2003 är kardinalen Josip Bozanić ärkebiskop av Zagreb.
Romersk-katolska kyrkan är Kroatiens största trossamfund och i folkräkningen år 2011 uppgav 3 697 143 (86,28%) av landets invånare att de var katoliker. En överväldigande majoritet av dessa är kroater och bland de nationella minoriteterna som likaledes bekänner sig till den romersk-katolska tron märks italienarna och ungrarna.
Enligt ett beslut fattat av det kroatiska parlamentet Sabor år 1687 är Josef från Nasaret kroaternas skyddshelgon. Till landets viktigaste pilgrimsort hör Marija Bistrica. San Girolamo dei Croati är kroaternas nationskyrka i Rom.

## Historia

### 600-1000-talet
Kroaterna antog kristendomen redan för tretton århundraden sedan. 641 fick kroaterna de första kontakterna med Heliga stolen i Rom då påven skickade delegaten Martin för att köpa reliker av kroaterna. Kristnandet av kroaterna var en process som fortgick 600-800-talet och historiska krönikor vittnar om att medeltida kroatiska härskare, däribland Porga, Borna och Ljudevit Posavski, antog kristendomen. I slutet av 800-talet uppförde de kroatiska härskarna kyrkor och kloster i sina domäner och i ett brev till påven daterat 879 bedyrade den kroatiska fursten Branimir sin trohet och lojalitet.

## Organisation
Den romersk-katolska kyrkan delar in Kroatien i 4 kyrkoprovinser, 5 ärkestift och fyra stift.

### Kyrkoprovinser
Den Romersk-katolska kyrkans 4 kyrkoprovinser i Kroatien är Zagrebs kyrkoprovins (Zagrebačka metropolija), Đakovo-Osijeks kyrkoprovins (Đakovačko-osječka metropolija), Rijekas kyrkoprovins (Riječka metropolija) och Split-Makarskas ärkestift (Splitsko-makarska metropolija). Ärkestiften är de centrala stiften i kyrkoprovinserna.

### Ärkestift, stift och Militärordinariatet
| Ärkestift/stift | Kroatiskt namn                   | Upprättat                 | Ärkebiskop/biskop | Domkyrka      | Hyperlänk |
| --- | -------------------------------- | ------------------------- | ----------------- | ------------- | --------- |
| Zagrebs ärkestift | Zagrebačka nadbiskupija          | 1094                      | Josip Bozanić     | Zagreb        |           |
| Bjelovar-Križevcis stift | Bjelovarska-križevačka biskupija | 2009                      | Vjekoslav Huzjak  | Bjelovar      |           |
| Sisaks stift | Sisačka biskupija                | 2009                      | Vlado Košić       | Sisak         |           |
| Varaždins stift | Varaždinska biskupija            | 1997                      | Josip Mrzljak     | Varaždin      |           |
| Križevcis eparkat1 | Križevačka eparhija              | 1777                      | Slavomir Miklovš  |               |           |
| Đakovo-Osijeks ärkestift | Đakovačka-osiječka nadbiskupija  | 1773                      | Marin Srakić      | Đakovo/Osijek |           |
| Požegas stift | Požeška biskupija                | 1997                      | Antun Škvorčević  | Požega        |           |
| Srijems stift2 | Srijemska biskupija              | 1773/2008                 | Đuro Gašparović   |               |           |
| Rijekas ärkestift | Riječka nadbiskupija             | 1920                      | Ivan Devčić       | Rijeka        |           |
| Gospić-Senjs stift | Gospićko-senjska biskupija       | 2000                      | Mile Bogović      | Gospić        |           |
| Krks stift | Krčka biskupija                  | 990                       | Valter Župan      | Krk           |           |
| Poreč-Pulas stift | Porečko-pulska biskupija         | 200-talet/500-talet, 1828 | Ivan Milovan      | Poreč/Pula    |           |
| Split-Makarskas ärkestift | Splitsko-makarska nadbiskupija   | 200-talet/600-talet, 1828 | Marin Barišić     | Split         |           |
| Dubrovniks stift | Dubrovačka biskupija             | 600-talet                 | Želimir Puljić    | Dubrovnik     |           |
| Hvars stift | Hvarska biskupija                | 1147                      | Slobodan Štambuk  | Hvar          |           |
| Kotors stift3 | Kotorska biskupija               | 900-talet                 | Ilija Janjić      | Kotor         |           |
| Šibeniks stift | Šibenska biskupija               | 1298                      | Ante Ivas         | Šibenik       |           |
| Zadars ärkestift4 | Zadarska nadbiskupija            | ca 300                    | Ivan Prenđa       | Zadar         |           |
| Militärordinariatet5 | Vojni ordinarijat                | 1997                      | Juraj Jezerinac   |               |           |
| 1 Križevcis eparkat är en del av Kroatiens grekisk-katolska kyrka och är ett stift inom den katolska kyrkan. De har en katolsk troslära men riterna är från den ortodoxa kyrkan. Dessutom används kyrkoslaviska inom liturgin. 2 Srijems romersk-katolska stift ligger i Srem i Serbien men sorterar under ärkebiskopen av Đakovo-Osijek. 3 Kotors romersk-katolska stift ligger i Kotor i Montenegro men sorterar under ärkebiskopen av Split-Makarska. 4 Zadars ärkestift är direkt underställt Heliga stolen och hör inte till en kyrkoprovins. 5 Militärordinariatet är en fristående enhet och sorterar inte under en kyrkoprovins. |                                  |                           |                   |               |           |

### Historiska stift
| Stift           | Kroatiskt namn        | Ingår idag i          | Kommentar |
| --------------- | --------------------- | --------------------- | --- |
| Biograds stift  | Biogradska biskupija  | Zadars ärkestift      | |
| Bistuans stift  | Bistuanska biskupija  | Ej aktivt             | Ligger i Banja Lukas stift i Bosnien-Hercegovina. |
| Bračs stift     | Bračka biskupija      | Hvars stift           | Slogs ihop med Hvars stift 1889. |
| Duvnos stift    | Duvanjska biskupija   | Mostar-Duvnos stift   | Ligger i dagens Mostar-Duvnos stift Bosnien-Hercegovina.                                                                                                  |
| Knins stift     | Kninska biskupija     | Šibeniks stift        | |
| Korčulas stift  | Korčulska biskupija   | Dubrovniks stift      | Införlivdes med Dubrovniks stift 1828. |
| Makarskas stift | Makarska biskupija    | Split-Makarskas stift | Slogs ihop med Splits stift 1828. |
| Marčas eparkat  | Marčanska eparhija    | Ej aktivt.            | |
| Modruš stift    | Modruška biskupija    | Gospić-Senjs stift    | Kallades först Krbavas stift och hade tre biskopssäten: Udbina (1185-1460), Modruš (1460) och Otočac (1461-1534). Modruš slogs ihop med Senjs stift 1836. |
| Naronas stift   | Naronska biskupija    | Ej aktivt.            | |
| Nins stift      | Ninska biskupija      | Zadars stift          | |
| Novigrads stift | Novigradska biskupija | Poreč-Pulas stift     | Införlivades med Trieste-Kopers stift 1828 men tillhör idag Poreč-Pulas stift.                                                                            |
| Osors stift     | Osorska biskupija     | Krks stift            | Införlivades med Krks stift 1828. |
| Pićans stift    | Pićanska biskupija    | Poreč-Pulas stift     | Införlivades med Triestes stift 1784. |
| Porečs stift    | Porečka biskupija     | Poreč-Pulas stift     | Slogs ihop med Pulas stift 1828. |
| Pulas stift     | Pulska biskupija      | Poreč-Pulas stift     | Slogs ihop med Porečs stift 1828. |
| Rabs stift      | Rapska biskupija      | Krks stift            | Införlivades med Krks stift 1828. |
| Salonas stift   | Salonska biskupija    | Split-Makarskas stift | Bytte namn till Split och slogs ihop med Makarskas stift 1828.                                                                                            |
| Senjs stift     | Senjska biskupija     | Gospić-Senjs stift    | Senj slogs ihop med Modruš stift 1836. Gospić-Senjs stift bildades 2000 genom utbrytning från Rijekas ärkestift.                                          |
| Skradins stift  | Skradinska biskupija  | Šibeniks stift        | Införlivades med Šibeniks stift 1828. |
| Stons stift     | Stonska biskupija     | Dubrovniks stift      | Införlivades med Dubrovniks stift 1828. |
| Trogirs stift   | Trogirska biskupija   | Split-Makarskas stift | Införlivades delvis med Šibeniks stift 1828. Tillhör idag till största del Split-Makarskas stift.                                                         |
| Umags stift     | Umaška biskupija      | Poreč-Pulas stift     | |
| Vis stift       | Viška biskupija       | Hvars stift           | Slogs ihop med Hvars stift 1889. |

## Kroatiskavallfärdsmål
- Aljmaš
- Ludbreg
- Marija Bistrica
- Međugorje (i Hercegovina)
- Sinj - Gospa Sinjska
- Trsat

## Framstående personer (urval)
- Alojzije Stepinac
- Josip Juraj Strossmayer
- Juraj Dobrila
- Gregorius av Nin